# Demilich
Demilich är ett finländskt death metal-band som bildades 1990, splittrades 1993, återuppstod 2005 och splittrades igen 2006. Bandet spelade vid Jalometalli Metal Music Festival i Uleåborg 2010. Demilich spelade också vid Maryland Deathfest 2015. 
De karaktäriserades bland annat av långa, bisarra sångtitlar, mycket låg, nästan rap-liknande sång och komplicerade riff.

## Medlemmar
Nuvarande medlemmar
- Mikko Virnes – trummor (1990–1995, 2005–2006, 2010, 2014– )
- Antti Boman – sång, gitarr (1990–1995, 2005–2006, 2010, 2014– )
- Aki Hytönen – gitarr (1991–1995, 2005–2006, 2010, 2014– )
- Jarkko Luomajoki – basgitarr (2014– )

Tidigare medlemmar
- Jussi Teräsvirta – basgitarr (1990–1992)
- Ville Koistinen – basgitarr (1992–1993)
- Corpse (Tommi Hoffren) – basgitarr (2005–2006, 2010)
- SDS – gitarr (2005–2006)

Turnerande medlemmar
- Kassara (Lauri Rytkönen aka LRH) – trummor (2014– )
- Danny Tunker – gitarr (2016– )

## Diskografi
Demo
- 1991 – Regurgitation of Blood
- 1991 – The Four Instructive Tales ...of Decomposition
- 1992 – ...Somewhere Inside the Bowels of Endlessness...
- 1992 – The Echo

Studioalbum
- 1993 – Nespithe

Samlingsalbum
- 2014 – 20th Adversary of Emptiness
- 2018 – Em9t2ness of Van2s1ing / V34ish6ng 0f Emptiness